# Gran Premi dels Estats Units del 2021
El Gran Premi dels Estats Units de Fórmula 1, divuitena cursa de la temporada 2021, és disputa al Circuit d'Austin, a Austin, entre els dies 22 a 24 d'octubre de 2021.

## Qualificació
La qualificació es va celebrar el dia 23 d'octubre.
| Pos                 | No | Pilot              | Constructor           | Part 1   | Part 2   | Part 3   | Sortida |
| ------------------- | -- | ------------------ | --------------------- | -------- | -------- | -------- | ------- |
| 1                   | 33 | Max Verstappen     | Red Bull-Honda        | 1:34.352 | 1:33.464 | 1:32.910 | 1       |
| 2                   | 44 | Lewis Hamilton     | Mercedes              | 1:34.579 | 1:33.797 | 1:33.119 | 2       |
| 3                   | 11 | Sergio Pérez       | Red Bull-Honda        | 1:34.369 | 1:34.178 | 1:33.134 | 3       |
| 4                   | 77 | Valtteri Bottas    | Mercedes              | 1:34.590 | 1:33.959 | 1:33.475 | 91      |
| 5                   | 16 | Charles Leclerc    | Ferrari               | 1:34.153 | 1:33.928 | 1:33.606 | 4       |
| 6                   | 55 | Carlos Sainz Jr.   | Ferrari               | 1:34.558 | 1:34.126 | 1:33.792 | 5       |
| 7                   | 3  | Daniel Ricciardo   | McLaren-Mercedes      | 1:34.407 | 1:34.643 | 1:33.808 | 6       |
| 8                   | 4  | Lando Norris       | McLaren-Mercedes      | 1:34.551 | 1:33.880 | 1:33.887 | 7       |
| 9                   | 10 | Pierre Gasly       | AlphaTauri-Honda      | 1:34.567 | 1:34.583 | 1:34.118 | 8       |
| 10                  | 22 | Yuki Tsunoda       | AlphaTauri-Honda      | 1:35.360 | 1:35.137 | 1:34.918 | 10      |
| 11                  | 31 | Esteban Ocon       | Alpine-Renault        | 1:35.747 | 1:35.377 |          | 11      |
| 12                  | 5  | Sebastian Vettel   | Aston Martin-Mercedes | 1:35.281 | 1:35.500 |          | 182     |
| 13                  | 99 | Antonio Giovinazzi | Alfa Romeo-Ferrari    | 1:35.920 | 1:35.794 |          | 12      |
| 14                  | 14 | Fernando Alonso    | Alpine-Renault        | 1:35.756 | 1:44.549 |          | 193     |
| 15                  | 63 | George Russell     | Williams-Mercedes     | 1:35.746 | S/Temps  |          | 204     |
| 16                  | 18 | Lance Stroll       | Aston Martin-Mercedes | 1:35.983 |          |          | 13      |
| 17                  | 6  | Nicholas Latifi    | Williams-Mercedes     | 1:35.995 |          |          | 14      |
| 18                  | 7  | Kimi Räikkönen     | Alfa Romeo-Ferrari    | 1:36.311 |          |          | 15      |
| 19                  | 47 | Mick Schumacher    | Haas-Ferrari          | 1:36.499 |          |          | 16      |
| 20                  | 9  | Nikita Mazepin     | Haas-Ferrari          | 1:36.796 |          |          | 17      |
| 107% Temps:1:40.743 |    |                    |                       |          |          |          |         |
| Font:               |    |                    |                       |          |          |          |         |

Notes
- ^1  – Valtteri Bottas va ser penalitzat amb 5 posicions per canviar els components del motor.
- ^2  – Sebastian Vettel va llargar al final de la graella per exceder els limits de canvis de la unitat de potència.
- ^3  – Fernando Alonso va llargar al final de la graella per exceder els limits de canvis de la unitat de potència.
- ^4  – George Russell va llargar al final de la graella per exceder els limits de canvis de la unitat de potència.

## Resultats de la cursa
La cursa es va celebrar el dia 24 d'octubre.
| Pos                                                               | No | Pilot              | Constructor           | Voltes | Temps / Retirada | Pos.Sortida | Punts |
| ----------------------------------------------------------------- | -- | ------------------ | --------------------- | ------ | ---------------- | ----------- | ----- |
| 1                                                                 | 33 | Max Verstappen     | Red Bull-Honda        | 56     | 1:34:36.552      | 1           | 26    |
| 2                                                                 | 44 | Lewis Hamilton     | Mercedes              | 56     | +1.333           | 2           | 191   |
| 3                                                                 | 11 | Sergio Pérez       | Red Bull-Honda        | 56     | +42.223          | 3           | 15    |
| 4                                                                 | 16 | Charles Leclerc    | Ferrari               | 56     | +52.246          | 4           | 12    |
| 5                                                                 | 3  | Daniel Ricciardo   | McLaren-Mercedes      | 56     | +1:16.854        | 6           | 10    |
| 6                                                                 | 77 | Valtteri Bottas    | Mercedes              | 56     | +1:20.128        | 9           | 8     |
| 7                                                                 | 55 | Carlos Sainz Jr.   | Ferrari               | 56     | +1:23.545        | 5           | 6     |
| 8                                                                 | 4  | Lando Norris       | McLaren-Mercedes      | 56     | +1:24.395        | 7           | 4     |
| 9                                                                 | 22 | Yuki Tsunoda       | AlphaTauri-Honda      | 55     | +1 volta         | 10          | 2     |
| 10                                                                | 5  | Sebastian Vettel   | Aston Martin-Mercedes | 55     | +1 volta         | 18          | 1     |
| 11                                                                | 99 | Antonio Giovinazzi | Alfa Romeo-Ferrari    | 55     | +1 volta         | 12          |       |
| 12                                                                | 18 | Lance Stroll       | Aston Martin-Mercedes | 55     | +1 volta         | 13          |       |
| 13                                                                | 7  | Kimi Raikkonen     | Alfa Romeo-Ferrari    | 55     | +1 volta         | 15          |       |
| 14                                                                | 63 | George Russell     | Williams-Mercedes     | 55     | +1 volta         | 20          |       |
| 15                                                                | 6  | Nicholas Latifi    | Williams-Mercedes     | 55     | +1 volta         | 14          |       |
| 16                                                                | 47 | Mick Schumacher    | Haas-Ferrari          | 54     | +2 voltes        | 16          |       |
| 17                                                                | 9  | Nikita Mazepin     | Haas-Ferrari          | 54     | +2 voltes        | 17          |       |
| Ret                                                               | 14 | Fernando Alonso    | Alpine-Renault        | 50     | Ala posterior    | 19          |       |
| Ret                                                               | 31 | Esteban Ocon       | Alpine-Renault        | 41     | P. Mecànics      | 11          |       |
| Ret                                                               | 10 | Pierre Gasly       | AlphaTauri-Honda      | 15     | Suspensió        | 8           |       |
| Volta ràpida: Lewis Hamilton (Mercedes) – 1:38.485 (en el lap 41) |    |                    |                       |        |                  |             |       |
| Font:                                                             |    |                    |                       |        |                  |             |       |

Notes
- ^1  – Inclòs 1 punt extra per la volta ràpida.

## Classificació després de la cursa
| Pos. | Pilot           | Punts | Canvis |
| ---- | --------------- | ----- | ------ |
| 1    | Max Verstappen  | 287.5 | =      |
| 2    | Lewis Hamilton  | 275.5 | =      |
| 3    | Valtteri Bottas | 185   | =      |
| 4    | Sergio Pérez    | 150   | 1      |
| 5    | Lando Norris    | 149   | 1      |

| Pos. | Constructor      | Punts | Canvis |
| ---- | ---------------- | ----- | ------ |
| 1    | Mercedes         | 460.5 | =      |
| 2    | Red Bull-Honda   | 437.5 | =      |
| 3    | McLaren-Mercedes | 254   | =      |
| 4    | Ferrari          | 250.5 | =      |
| 5    | Alpine-Renault   | 104   | =      |